# Hinteres Freieck
Das Hintere Freieck ist ein 2309 m ü. A. hoher Berg im Göllstock in den Berchtesgadener Alpen. Er liegt am Kuchler Kamm, über den eine schwere und lange Bergwanderung vom Talort Golling über den Kleinen Göll, Vorderes und Hinteres Freieck, Gründwandkopf, Taderer, Kleinen Archenkopf zum Hohen Göll führt.
Im Süden befindet sich das Bluntautal als Abgrenzung zum Hagengebirge.